# Jimmy Copley
James "Jimmy" Copley, conocido también como Jim Copley (1953, Londres, Inglaterra-13 de mayo de 2017) fue un baterista británico.
Copley era comúnmente un músico de sesión que trabajaba con Jeff Beck, Paul Young, Roger Glover, Magnum, Ian Gillan y Glenn Hughes de Deep Purple, Go West, Killing Joke, Tears for Fears, Seal, Tony Iommi y Paul Rodgers. Copley fue el baterista de Manfred Mann's Earth Band desde 2007.
En 1998, Copley lanzó su primer disco como solista, "Slap My Hand", álbum que contaba con apariciones estelares de Jeff Beck, Pino Palladino, Peter Cox, Micky Moody, Ian Jennings, Dino Baptiste, Bernie Marsden, Steve Evans, Neil Murray, Char, Paul Jackson, Koji, Chris White, Mark Stanway y Mo Birch.
El 13 de mayo de 2017 Copley falleció luego de una larga lucha contra la leucemia. Amigos cercanos, como Tony Iommi, publicaron a través de sus redes mensajes de despedida.

## Discografía seleccionada

### Upp
- Upp (1975)
- This Way Upp (1976)

### Tears For Fears
- Tears for Fears: Live at Knebworth '90 (1990)
- Going To California (1990)

### Stone Free - Tributo aJimi Hendrix
- Stone Free - Jimi Hendrix Tribute (1993)

### Curt Smith
- Soul on Board (1993)

### Martin Page
- In the House of Stone and Light (1994)

### Pretenders
- Last of the Independents (1994)

### Paul Rodgers
- Live: The Loreley Tapes (en vivo, 1996)
- Now (1997)
- Now and Live (1997)
- Electric (2000)

### Tony Iommi
- The 1996 DEP Sessions (2004)

### Go West
- The Best Of Go West - Live at the NEC (2001)

### Magnum
- Princess Alice and the Broken Arrow
- Livin' The Dream (2005)

### Jimmy Copley
- Slap My Hand (2008)